# 297 Caecilia
297 Caecilia è un asteroide della fascia principale del diametro medio di circa 40 km. Scoperto nel 1890, presenta un'orbita caratterizzata da un semiasse maggiore pari a 3,1660109 au e da un'eccentricità di 0,1402914, inclinata di 7,55286° rispetto all'eclittica.
L'origine del suo nome è sconosciuta.